# Márer György
Márer György (Szécsény, 1898. március 21. – New York, 1983. augusztus 24.) magyar újságíró, lapszerkesztő.

## Élete
Dr. Márer József (1863–1933) szécsényi orvos és Nagy Hermin (1871–1940) fia. Középiskolai tanulmányait Losoncon végezte. Első cikke már 1914-ben, diákkorában megjelent a Szécsényi Hírlapban. A Budapesti Tudományegyetemen négy szemeszteren át jogot hallgatott, majd Aachenben textilfőiskolát végzett. Ezután újságíróként helyezkedett el. Tárcákat írt a Népszavába és cikkeket a Ma Este című színházi lapba. Ő készítette az első interjút József Attilával, a Ma Este 1924. augusztus 28-án megjelenő számában. Barátságukról József Attila hozzá írt levelei is tanúskodnak. 1926-tól a a Budapesti Hírlap munkatársa, majd segédszerkesztője volt. Dolgozott a Kis Újságnál és riportokat írt a Honi Ipar című gyáripari folyóiratnak. 1944-ben a Csepel-szigeten létesített munkatáborba vitték, ahonnan a következő évben szabadult. A második világháború után a Kossuth Népe című lap politikai rovatvezetője lett, majd az Iparügyi Minisztérium sajtófőnökeként dolgozott, s szerkesztette az intézmény Magyar Ipar című lapját. A minisztérium átszervezése után elbocsátották állásából. 1948-ban feleségével Párizsba, majd Venezuelába ment, ahol egy angol lap hirdetési osztályát vezette és a Caracas Journal szerkesztője volt. 1962-ben költözött az Egyesült Államokba és New Yorkban telepedett le. Különböző baloldali lapok munkatársa volt (Amerikai Magyar Népszava, a clevelandi Szabadság, az Amerikai Magyar Világ). Részt vett a New York-i Fészek Klub alapításában.

## Magánélete
Első hitvese Knöpfelmacher Olga volt, akit 1925. november 7-én vett nőül. Második felesége Vágó Klára (1908–1994) volt, Vágó Géza színész, színműíró lánya, akivel 1938. október 7-én Budapesten, az Erzsébetvárosban kötött házasságot.

## Művei
- A vendégmunkás beleszól (cikkek, karcolatok, New York, 1981)